# 小説推理新人賞
小説推理新人賞（しょうせつすいりしんじんしょう）は、1979年より双葉社が主催する公募新人文学賞である。短編の推理小説を募集する。受賞作の発表は例年、双葉社が発行する小説誌『小説推理』8月号で行われ、受賞作が掲載される。受賞者には正賞及び副賞として100万円が贈られる。

## 選考委員
- 第1回 - 第3回：生島治郎、海渡英祐、藤原審爾
- 第4回 - 第6回：生島治郎、海渡英祐、佐野洋、藤原審爾
- 第7回 - 第11回：生島治郎、海渡英祐、佐野洋
- 第12回 - 第14回：勝目梓、胡桃沢耕史、常盤新平
- 第15回 - 第17回：北方謙三、高橋克彦、三好徹
- 第18回 - 第20回：生島治郎、大沢在昌、夏樹静子
- 第21回 - 第23回：浅田次郎、笠井潔、篠田節子
- 第24回 - 第26回：乃南アサ、花村萬月、森村誠一
- 第27回 - 第29回：石田衣良、岩井志麻子、戸梶圭太
- 第30回 - 第32回：綾辻行人、有栖川有栖、光原百合
- 第33回 - 第35回：荻原浩、近藤史恵、笹本稜平
- 第36回 - 第38回：小池真理子、真保裕一、貫井徳郎
- 第39回 - 第41回：朱川湊人、桜木紫乃、東山彰良
- 第42回 - 第44回：大倉崇裕、長岡弘樹、湊かなえ
- 第45回 - 第47回：恩田陸、中山七里、薬丸岳
- 第48回 - ：芦沢央、月村了衛、宮内悠介

## 受賞作一覧
| 回（年）         | 応募総数 | 受賞作                                           | 受賞者     | 掲載                    |
| ---------------- | -------- | ------------------------------------------------ | ---------- | ----------------------- |
| 第1回（1979年）  | 259編    | 「感傷の街角」                                   | 大沢在昌   | 『小説推理』1979年7月号 |
| 第2回（1980年）  | 207編    | 受賞作なし                                       | 受賞作なし | 受賞作なし              |
| 第3回（1981年）  | 167編    | 「第九の流れる家」                               | 五谷翔     | 『小説推理』1981年8月号 |
| 第4回（1982年）  | 152編    | 【佳作】「不運な延長線―江夏豊の罠」              | 渡部雅文   | 『小説推理』1982年8月号 |
| 第5回（1983年）  | 180編    | 【佳作】「埋められた傷痕」                       | 芹川兵衛   | 『小説推理』1983年8月号 |
| 第6回（1984年）  | 152編    | 受賞作なし                                       | 受賞作なし | 受賞作なし              |
| 第7回（1985年）  | 185編    | 「カウンターブロウ」                             | 長尾健二   | 『小説推理』1985年8月号 |
| 第7回（1985年）  | 185編    | 「手遅れの死」                                   | 津野創一   | 『小説推理』1985年8月号 |
| 第8回（1986年）  | 194編    | 受賞作なし                                       | 受賞作なし | 受賞作なし              |
| 第9回（1987年）  | 230編    | 「湾岸バッド・ボーイ・ブルー」                   | 横溝美晶   | 『小説推理』1987年8月号 |
| 第10回（1988年） | 231編    | 「グラン・マーの犯罪」                           | 相馬隆     | 『小説推理』1988年8月号 |
| 第11回（1989年） | 215編    | 受賞作なし                                       | 受賞作なし | 受賞作なし              |
| 第12回（1990年） | 236編    | 「夜の道行」                                     | 千野隆司   | 『小説推理』1990年8月号 |
| 第13回（1991年） | 205編    | 「ハミングで二番まで」                           | 香納諒一   | 『小説推理』1991年8月号 |
| 第14回（1992年） | 235編    | 「雨中の客」                                     | 浅黄斑     | 『小説推理』1992年8月号 |
| 第15回（1993年） | 265編    | 「砂上の記録」                                   | 村雨貞郎   | 『小説推理』1993年8月号 |
| 第16回（1994年） | 285編    | 「眠りの海」                                     | 本多孝好   | 『小説推理』1994年8月号 |
| 第17回（1995年） | 232編    | 「ボディ・ダブル」                               | 久遠恵     | 『小説推理』1995年8月号 |
| 第18回（1996年） | 225編    | 「隣人」                                         | 永井するみ | 『小説推理』1996年8月号 |
| 第19回（1997年） | 205編    | 「退屈解消アイテム」                             | 香住泰     | 『小説推理』1997年8月号 |
| 第20回（1998年） | 282編    | 「ツール&ストール」                              | 大倉崇裕   | 『小説推理』1998年8月号 |
| 第21回（1999年） | 221編    | 「見知らぬ侍」                                   | 岡田秀文   | 『小説推理』1999年8月号 |
| 第22回（2000年） | 248編    | 「影踏み鬼」                                     | 翔田寛     | 『小説推理』2000年8月号 |
| 第23回（2001年） | 153編    | 「風の吹かない景色」                             | 山之内正文 | 『小説推理』2001年8月号 |
| 第24回（2002年） | 277編    | 「過去のはじまり未来のおわり」                   | 西本秋     | 『小説推理』2002年8月号 |
| 第25回（2003年） | 253編    | 「真夏の車輪」                                   | 長岡弘樹   | 『小説推理』2003年8月号 |
| 第26回（2004年） | 265編    | 「キリング・タイム」                             | 蒼井上鷹   | 『小説推理』2004年8月号 |
| 第27回（2005年） | 185編    | 「竜巻ガール」                                   | 垣谷美雨   | 『小説推理』2005年8月号 |
| 第28回（2006年） | 230編    | 「消えずの行灯」                                 | 誉田龍一   | 『小説推理』2006年8月号 |
| 第29回（2007年） | 209編    | 「聖職者」                                       | 湊かなえ   | 『小説推理』2007年8月号 |
| 第30回（2008年） | 253編    | 「寿限無」                                       | 浮穴みみ   | 『小説推理』2008年8月号 |
| 第31回（2009年） | 311編    | 「通信制警察」                                   | 耳目       | 『小説推理』2009年8月号 |
| 第32回（2010年） | 309編    | 「遠田の蛙」                                     | 深山亮     | 『小説推理』2010年8月号 |
| 第33回（2011年） | 337編    | 「ジャッジメント」                               | 小林由香   | 『小説推理』2011年8月号 |
| 第34回（2012年） | 346編    | 「慕情二つ井戸」                                 | 加瀬政広   | 『小説推理』2012年8月号 |
| 第35回（2013年） | 365編    | 「マグノリア通り、曇り」                         | 増田忠則   | 『小説推理』2013年8月号 |
| 第35回（2013年） | 365編    | 「スマートクロニクル」                           | 悠木シュン | 『小説推理』2013年8月号 |
| 第36回（2014年） | 276編    | 「鬼女の顔」                                     | 蓮生あまね | 『小説推理』2014年8月号 |
| 第37回（2015年） | 282編    | 「電話で、その日の服装等を言い当てる女について」 | 清水杜氏彦 | 『小説推理』2015年8月号 |
| 第38回（2016年） | 302編    | 「エースの遺言」                                 | 久和間拓   | 『小説推理』2016年8月号 |
| 第39回（2017年） | 296編    | 受賞作なし                                       | 受賞作なし | 受賞作なし              |
| 第40回（2018年） | 275編    | 「五年後に」                                     | 咲沢くれは | 『小説推理』2018年8月号 |
| 第41回（2019年） | 354編    | 「濡れ衣」                                       | 上田未来   | 『小説推理』2019年8月号 |
| 第42回（2020年） | 321編    | 「見えない意図」                                 | 藤つかさ   | 『小説推理』2020年8月号 |
| 第43回（2021年） | 286編    | 「爆弾犯と殺人犯の物語」                         | くぼりこ   | 『小説推理』2021年8月号 |
| 第44回（2022年） | 321編    | 「人探し」                                       | 遠藤秀紀   | 『小説推理』2022年8月号 |
| 第45回（2023年） | 335編    | 「いつか見た瑠璃色」                             | 谷ユカリ   | 『小説推理』2023年8月号 |
| 第46回（2024年） | 367編    | 「神様、どうか私が殺されますように」             | 朝水想     | 『小説推理』2024年8月号 |
| 第47回（2025年） | 434編    | 「追われる背中」                                 | 中島青馬   | 『小説推理』2025年8月号 |
| 第47回（2025年） | 434編    | 「鬼籠れり」                                     | 山内ちなみ | 『小説推理』2025年8月号 |

## 受賞作の収録書籍
- 第1回：大沢在昌「感傷の街角」 → 『感傷の街角』（1982年2月、フタバノベルズ）
- 第3回：五谷翔「第九の流れる家」 → 『第九の流れる家』（1994年1月、北海道教育社）
- 第7回：津野創一「手遅れの死」 → 『群れ星なみだ色』（1987年5月、フタバノベルズ）
- 第9回：横溝美晶「湾岸バッド・ボーイ・ブルー」 → 『湾岸バッド・ボーイ・ブルー』（1988年9月、フタバノベルズ）
- 第10回：相馬隆「グラン・マーの犯罪」 → 『今宵は死体と』（1990年2月、フタバノベルズ）
- 第12回：千野隆司「夜の道行」 → 『浜町河岸夕暮れ 市蔵、情けの手織り帖』（1991年8月、双葉社）
- 第13回：香納諒一「ハミングで二番まで」 → 『宴の夏 鏡の冬』（1998年9月、新潮社）
- 第14回：浅黄斑「雨中の客」 → 『雨中の客』（1994年10月、双葉社）
- 第16回：本多孝好「眠りの海」 → 『MISSING』（1999年6月、双葉社）
- 第18回：永井するみ「隣人」 → 『隣人』（2001年7月、双葉社）
- 第19回：香住泰「退屈解消アイテム」 → 『錯覚都市』（2001年12月、双葉社）
- 第20回：大倉崇裕「ツール&ストール」 → 『ツール&ストール』（2002年8月、双葉社）
- 第21回：岡田秀文「見知らぬ侍」 → 『見知らぬ侍』（2004年1月、双葉社）
- 第22回：翔田寛「影踏み鬼」 → 『影踏み鬼』（2001年12月、双葉社）
- 第23回：山之内正文「風の吹かない景色」 → 『エンドコールメッセージ』（2002年8月、双葉社）
- 第26回：蒼井上鷹「キリング・タイム」 → 『九杯目には早すぎる』（2005年11月、フタバノベルズ）
- 第27回：垣谷美雨「竜巻ガール」 → 『竜巻ガール』（2006年10月、双葉社）
- 第28回：誉田龍一「消えずの行灯」 → 『消えずの行灯 本所七不思議捕物帖』（2007年10月、双葉社）
- 第29回：湊かなえ「聖職者」 → 『告白』（2008年8月、双葉社）
- 第30回：浮穴みみ「寿限無」 → 『姫の竹、月の草 吉井堂謎解き暦』（2009年11月、双葉社）
- 第32回：深山亮「遠田の蛙」 → 『ゼロワン 陸の孤島の司法書士事件簿』（2013年11月、双葉社）
- 第33回：小林由香「ジャッジメント」 →　『ジャッジメント』（2016年6月、双葉社）
- 第35回：増田忠則「マグノリア通り、曇り」 → 『三つの悪夢と階段室の女王』（2017年5月、双葉社）
- 第35回：悠木シュン「スマートクロニクル」 → 『スマドロ』（2014年5月、双葉社）
- 第36回：蓮生あまね「鬼女の顔」 → 『去にし時よりの訪人』（2019年4月、双葉社）
- 第38回：久和間拓「エースの遺言」 → 『エースの遺言』（2018年12月、双葉社）
- 第40回：咲沢くれは「五年後に」 → 『五年後に』（2020年5月、双葉社）
- 第42回：藤つかさ「見えない意図」 → 『その意図は見えなくて』（2022年6月、双葉社）
- 第43回：久保りこ[5]「爆弾犯と殺人犯の物語」 → 『爆弾犯と殺人犯の物語』（2022年9月、双葉社）
- 第44回：遠藤秀紀「人探し」 → 『人探し』（双葉社、2023年12月）ISBN　978-4-575-24703-9

## 受賞作アンソロジー
- 小説推理新人賞受賞作アンソロジー 1（2000年10月、双葉文庫）ISBN 978-4575507515
  - 第13回から第17回受賞者（香納諒一、浅黄斑、村雨貞郎、本多孝好、久遠恵）の受賞作を収録。
- 小説推理新人賞受賞作アンソロジー 2（2000年11月、双葉文庫）ISBN 978-4575507553
  - 第18回から第22回受賞者（永井するみ、香住泰、大倉崇裕、岡田秀文、翔田寛）の受賞作を収録。